# Bilal Bari
Bilal Bari (Lens, 19 gennaio 1998) è un calciatore francese naturalizzato marocchino, attaccante svincolato.

## Carriera
Ha giocato nella massima serie marocchina e in quella bulgara, e nella seconda divisione francese. Inoltre, ha giocato 5 partite nella CAF Confederation Cup, di cui 2 nella fase a gironi, una nei quarti di finale, una in semifinale e una nella finale di andata.

## Statistiche

### Presenze e reti nei club
Statistiche aggiornate al 14 settembre 2021.
| Stagione            | Squadra             | Campionato          | Campionato | Campionato | Coppe nazionali | Coppe nazionali | Coppe nazionali | Coppe continentali | Coppe continentali | Coppe continentali | Altre coppe | Altre coppe | Altre coppe | Totale | Totale |
| Stagione            | Squadra             | Comp                | Pres       | Reti       | Comp            | Pres            | Reti            | Comp               | Pres               | Reti               | Comp        | Pres        | Reti        | Pres   | Reti   |
| ------------------- | ------------------- | ------------------- | ---------- | ---------- | --------------- | --------------- | --------------- | ------------------ | ------------------ | ------------------ | ----------- | ----------- | ----------- | ------ | ------ |
| 2015-2016           | Lens 2              | CFA                 | 5          | 1          |                 | -               | -               |                    | -                  | -                  |             | -           | -           | 5      | 1      |
| 2016-2017           | Lens 2              | CFA                 | 25         | 2          |                 | -               | -               |                    | -                  | -                  |             | -           | -           | 25     | 2      |
| 2017-2018           | Lens 2              | N2                  | 27         | 13         |                 | -               | -               |                    | -                  | -                  |             | -           | -           | 27     | 13     |
| Totale Lens 2       | Totale Lens 2       | Totale Lens 2       | 57         | 16         |                 | -               | -               |                    | -                  | -                  |             | -           | -           | 57     | 16     |
| dic. 2016           | Lens                | L2                  | 0          | 0          | CF              | 1               | 0               |                    | -                  | -                  |             | -           | -           | 1      | 0      |
| lug.-ago. 2018      | Lens                | L2                  | 1          | 0          | CdL             | 1               | 0               |                    | -                  | -                  |             | -           | -           | 2      | 0      |
| Totale Lens         | Totale Lens         | Totale Lens         | 1          | 0          |                 | 2               | 0               |                    | -                  | -                  |             | -           | -           | 3      | 0      |
| 2018-2019           | RS Berkane          | BP                  | 10         | 1          |                 | -               | -               | CCC                | 5                  | 0                  |             | -           | -           | 15     | 1      |
| 2019-2020           | Concordia Chiajna   | L2                  | 22         | 2          | CR              | 1               | 1               |                    | -                  | -                  |             | -           | -           | 23     | 3      |
| 2020-feb. 2021      | Montana             | 1L                  | 12         | 3          | CB              | 1               | 0               |                    | -                  | -                  |             | -           | -           | 13     | 3      |
| feb.-mag. 2021      | Levski Sofia        | 1L                  | 15         | 0          | CB              | 1               | 0               |                    | -                  | -                  |             | -           | -           | 16     | 0      |
| 2021-2022           | Levski Sofia        | 1L                  | 7          | 0          | CB              | 0               | 0               |                    | -                  | -                  |             | -           | -           | 7      | 0      |
| Totale Levski Sofia | Totale Levski Sofia | Totale Levski Sofia | 22         | 0          |                 | 1               | 0               |                    | -                  | -                  |             | -           | -           | 23     | 0      |
| Totale carriera     | Totale carriera     | Totale carriera     | 124        | 22         |                 | 5               | 1               |                    | 5                  | 0                  |             | -           | -           | 134    | 23     |

## Palmarès

### Club

#### Competizioni nazionali
- Coppa di Bulgaria: 1

Levski Sofia: 2021-2022